# ریچارد می‌بام
ریچارد مِـی‌بام (انگلیسی: Richard Maibaum؛ ‏ ۲۶ مه ۱۹۰۹ – ۴ ژانویهٔ ۱۹۹۱) فیلم‌نامه‌نویس، نمایشنامه‌نویس و تهیه‌کننده فیلم اهل ایالات متحده آمریکا بود که بیشتر به خاطر اقتباس‌هایش از رمان های جیمز باند اثر ایان فلمینگ شهرت داشت.
از فیلم‌ها یا مجموعه‌های تلویزیونی که وی در آن‌ها نقش داشته است، می‌توان به دکتر نو، از روسیه با عشق، گلدفینگر، گلوله آتشین، در خدمت سرویس مخفی ملکه، الماس‌ها همیشگی‌اند، مردی با طپانچه طلایی، جاسوسی که دوستم داشت، فقط به خاطر چشمان تو، اختاپوسی، نمایی به یک قتل، روشنایی‌های پایدار روز، جواز قتل، ساعت بزرگ، چیتی‌چیتی بنگ‌بنگ، زمانی برای مردن نیست، فراتر از واقع و گتسبی بزرگ اشاره نمود.